# Максимович Антін Іванович
Анті́н Іва́нович Максимо́вич (нар. 30 січня 1882, Рудки, тепер Самбірський район — пом. 22 червня 1941, «Дрогобицькі Бриґідки») — український галицький політичний, громадський діяч. Опікун Пласту в Бориславі, посол до Польського сейму.

## Життєпис

Українська Парляментарна Репрезентація на Конґресі Міжпарляментарної Унії 1928 року в Берліні. Антін Максимович стоїть першим у першому ряді зліва

У 1902 році закінчив Самбірську гімназію, потому студіював право.
Є організатором Українських Січових Стрільців у Тустановичах.
З початком Першої світової війни 1914 року мобілізований до австро-угорської армії, згодом потрапив у російський полон.
З початком революційних подій звільнився з полону, по тому працював у державному апараті Української Народної Республіки.
Був головою УНДО в Бориславі, у 1928—1930 роках — посол польського сейму. По тому працював шкільничим інспектором.
Заарештований 1940 року, перебував у Дрогобицькій в'язниці.
Довгий час його доля була невідома, вважали, що він — імовірно — страчений у в'язниці. У середині 2000-х років серед помордованих в'язнів Дрогобицької тюрми його останки було зідентифіковано серед розстріляних 22 червня 1941 року.